# The Energy of Sound
The Energy of Sound es el nombre de un álbum de Trance Atlantic Air Waves, lanzado en 1998. Este trabajo fue realizado por Michael Cretu y Jens Gad, los cuales compusieron tres canciones originales, siendo el resto versiones de otros temas. En total suman diez pistas. La dirección artística y diseño del álbum es del habitual de Enigma Johann Zambryski, mientras que la interpretación musical, ingenierización y producción del disco son de Michael Cretu y Jens Gad.

## Contenido musical
El álbum se abría con una versión de «Lucifer», tema aparecido originalmente en el álbum Eve, de The Alan Parsons Project, en 1979. Le seguía la versión de «Axel F», tema compuesto por Harold Faltermeyer y aparecido en la banda sonora original de la película Beverly Hills Cop en 1984. El título del tema hacía referencia al nombre del personaje principal de la película, el detective Axel Foley, interpretado por Eddie Murphy.
El álbum continuaba con una versión de «Crockett's Theme», tema musical aparecido en la serie policial estadounidense de Miami Vice (1984-1990). El título de la pieza musical hacía referencia a uno de los personajes principales de la serie, el detective James Crockett, interpretado por el actor Don Johnson. A este tema le seguía «Dance with the Devil», versión del tema instrumental del baterista Cozy Powell aparecido originalmente en 1973.
Después de «Addiction Day», composición original de Jens Gad, aparecía «Magic Fly», versión de un tema disco del grupo francés Space, editado en 1977. Le seguía «Chase», versión del tema principal de igual título de la banda sonora original de la película Midnight Express, de 1978. Y, después de «Twelve After Midnight», otro tema original de Jens Gad, aparecía una versión del tema «First Lullaby», canción original del álbum de Sandra Fading Shades, de 1995, aquí titulado «L-42». Por último, The Energy of Sound se cerraba con una versión de «Pulstar», tema original de Vangelis, y que provenía de su álbum Albedo 0.39, de 1976.        

## Listado
1. «Lucifer» (Música: Alan Parsons, Eric Norman Woolfson) — 3:53
2. «Axel F» (Música: Harold Faltermeyer) — 3:52
3. «Crockett's Theme» (Música: Jan Hammer) — 3:45
4. «Dance with the Devil» (Música: M. Hayes, P. Dennys) — 3:53
5. «Addiction Day» (Música: Jens Gad) — 4:56
6. «Magic Fly» (Wonderland Mix) (Música: Ecama) — 6:17
7. «Chase» (Música: Giorgio Moroder) — 3:37
8. «Twelve After Midnight» (Música: Jens Gad) — 5:02
9. «L-42» (Música: Jens Gad, Michael Cretu) — 4:31
10. «Pulstar» (Música: Evanghelos Papathanassiou) — 6:09

## Sencillos
- «Magic Fly» (1997)

1. Radio Edit — 3:52
2. Wonderland Mix — 6:18
3. Motion Mix — 6:19
4. Spanish Mushrooms Mix — 5:17

- «Chase» (1997)

1. Radio Edit — 3:38
2. DJ Quicksilver Remix — 6:46
3. Nalin & Kane Remix — 8:20
4. DJ Quicksilver Radio Edit — 3:28
5. T.A.A.W. Remix — 5:09

- «Crockett's Theme» (1998)

1. Radio Edit — 3:46
2. Killerloop Mix — 6:35
3. Killerloop Radio Cut — 3:51
4. The Killer Takes It All Mix — 6:36